# Lophognathus
Lophognathus — рід великих агамідових ящірок, що складається з двох видів — L. gilberti та L. horneri — обидва з яких є ендеміками північної Австралії. Разом з кількома іншими близькими родами (наприклад, Amphibolurus, Gowidon і Tropicagama), цих ящірок зазвичай називають «драконами».
Lophognathus — стрункі, злегка стислі, напівдеревні ящірки. Вони зустрічаються в різних середовищах існування, включаючи піщані дюни та посушливі регіони, але часто поблизу водотоків.
Перший опис виду в роду Lophognathus був зроблений Джоном Едвардом Греєм у 1842 році. Вид, який він описав, Lophognathus gilberti, був названий на честь англійського натураліста Джона Гілберта, колекціонера типового зразка.

## Види
Рід Lophognathus нараховує 2 види::
- Lophognathus gilberti Gray, 1842
- Lophognathus horneri Melville, Ritchie, Chapple, Glor, & Schulte, 2018